# Gerbillus cheesmani
Gerbillus cheesmani är en däggdjursart som beskrevs av Thomas 1919. Gerbillus cheesmani ingår i släktet Gerbillus och familjen råttdjur. IUCN kategoriserar arten globalt som livskraftig. Inga underarter finns listade i Catalogue of Life.

## Utseende
Denna ökenråtta blir 5 till 13 cm lång (huvud och bål), har en 7 till 18 cm lång svans och väger 10 till 63 g. Den mjuka och täta pälsen är på ovansidan sandfärgad och ryggens mitt är vanligen mörkast. Vid sidorna finns en tydlig gräns mot den krämfärgade eller vita undersidan. Svansen är likaså tvåfärgad och den har vid slutet en tofs som är vit eller av annan färg. Undersidan av de stora bakfötterna är täckt med hår. I motsats till flera andra medlemmar av samma släkte har Gerbillus cheesmani inga högkronade (hypsodonta) tänder.

## Utbredning och habitat
Arten förekommer på Arabiska halvön och fram till östra Jordanien, södra Syrien och över Irak fram till västra Iran. Den lever i låglandet och i kulliga områden upp till 450 meter över havet. Habitatet utgörs av öknar och halvöknar. Gerbillus cheesmani håller sig ofta nära buskar av släktena Haloxylon, Calligonum, Artemisia och Ephera.

## Ekologi
Denna gnagare är aktiv på natten och gräver underjordiska bon. Det kan vara enkla gångar eller mera komplexa tunnelsystem med förvaringsrum. Individernas bon ligger ofta nära varandra vad som kan uppfattas som en koloni. Gerbillus cheesmani äter huvudsakligen växtdelar som frön, nötter, gräs och rötter. Vid brist på växter äter den även insekter.
Honor kan ha flera kullar fördelad över hela året. Dräktigheten varar 20 till 22 dagar och sedan föds 1 till 8 ungar, vanligen 4 eller 5. Cirka en månad efter födelsen slutar honan med digivning och ungarna blir självständiga.